# Xã Casselton, Quận Cass, Bắc Dakota
Xã Casselton (tiếng Anh: Casselton Township) là một xã thuộc quận Cass, tiểu bang Bắc Dakota, Hoa Kỳ. Năm 2010, dân số của xã này là 78 người.